# Йоганнес Теденс
Йоганнес Теденс (нід. Johannes Thedens; 1680 — 19 березня 1748) — двадцять шостий генерал-губернатор Голландської Ост-Індії.

## Біографія
Йоганнес Теденс народився в Шлезвігу, в місті Фрідріхштадт, заснованому голландськими іммігрантами-ремонстрантами. 17 грудня 1697 року відплив в Голландську Ост-Індію на кораблі "Unie". В 1702 році він почав працювати помічником в Голландської Ост-Індійської компанії (VOC), а в 1719 став купцем. З 1723 по 1729 роки був керівником торговельної факторії в Дедзімі. В 1731 році Теденс став надзвичайним радником при Раді Індій, в 1736 році став дійсним членом Ради, а в 1740 став генеральним директором- другою за впливовістю людиною в колоніях.
6 листопада 1741, після відсторонення Адріана Валкеніра, він стає тимчасовим генерал-губернатором. Йому вдалося відновити стабільність після Батавської різанини і поновити торгівлю цукром. Він залишався на посаді до 28 травня 1743, коли його змінив Густаф Віллем ван Імгофф. Йоганнес Теденс помер в Батавії 19 березня 1748 року.